# Triplophysa orientalis
Triplophysa orientalis és una espècie de peix de la família dels balitòrids i de l'ordre dels cipriniformes.
És un peix d'aigua dolça, bentopelàgic i de clima subtropical, el qual es troba a la Xina: el riu Groc, incloent-hi Anhui, Txungking, Gansu, Guizhou, Hebei, Henan, Hubei, Hunan, Jiangxi, Qinghai, Shaanxi, Shandong, Shanxi, Sichuan, el Tibet, Yunnan i Zhejiang.
La zona on viu és remota, escassament poblada i la població humana local no menja peix, per les quals coses hom creu que la seua supervivència no està en perill.
Els mascles poden assolir els 14,2 cm de longitud total.